# NTV NEWS24
NTV NEWS24（日語：日テレNEWS24，にっテレニュースにじゅうよん）是日本電視台運營的新聞頻道和新聞網站。該頻道舊名「ncn（日本電視台有線新聞）」、「NNN24」，自2005年改為現名。NTV NEWS24自1987年10月1日開始播出，是日本第一家專業新聞頻道。NTV NEWS24的早间新闻节目《Oha!4 NEWS LIVE》也在日本電視台等NNN成员台播出。
该频道分为电视版与网络版，电视版画面带有L型信息框，包含台标、时间、股市价格（假日版QR碼）、走马字幕、轉播日本職棒千葉羅德海洋主場賽事等；而网络版画面则是全屏，亦在官网在线播出。
NTV NEWS24的口号是“新闻生命线，连结安全与安心的报道”（日語：ニュースは"ライフライン" -安全・安心につながる報道を-）。

## 概述
NTV NEWS24會於24小時內不見斷播出所有NNN旗下電視台與海外據點的新聞，前身為「日本電視Global News」與「NNN24 NTV NONSTOP NEWS」，自1987年10月開播以來，現今為日本播送最久的新聞頻道。
Sky Prefect！、Sky Prefect!Premium Service、Sky Prefect!Premium Service光與各地的有線電視台、日本電視台的聯播網成員台的節目網路直播服務皆可透過hulu觀看，NTV NEWS24的節目也會作為NTV旗下的加盟局與BS NTV於深夜收播時的替補節目。
節目基本上於日本電視台大廈五樓的攝影棚上錄製或直播，節目會由播音員和其他來賓輪流出場。日本電視台播送的以外地區（包括海外）的新聞原則上會在電視上播出一次，但在緊急情況下，可能會於線上同步進行直播，於緊急地震速報發布時也會同步發布最大震度預測與受影響的地區。因為如此，當發生大地震等的緊急新聞時，日本電視台等電視頻道常會在直接同步直播其畫面。

## 播出节目
以下时间均为日本时间（UTC+9），如有突发新闻则直接插播《BREAKING NEWS》（速报）。
- Pre-dawn Update：周一至周五 1:00-4:00、周六/周日 1:00-5:00
- Oha!4 NEWS LIVE：周一至周五 4:00-5:50
- Wake-Up News：每天 7:00-9:00
- Morning News：周一至周五 9:30-11:30、周六/周日/年末年始 9:00-12:00、节假日 9:00-11:30
- Market News：周一至周五 9:00-9:30
- The SOCIAL：周一至周五 12:00-15:00（节假日除外，电视版已于2020年12月25日停播，但在网络版继续播出）
- Afternoon News：每天 14:00-15:00
- Late Afternoon NEWS：每天 15:00-18:00
- Evening News：每天 18:00-21:00
- Daily Planet：周一 0:30-1:00、周一 21:00-24:00、周二至周五 21:00-24:00、周六 21:00-01:00、周日 21:00-24:00

30分钟新闻节目
- 00・30分：片头、内容提要、新闻详细内容
- 22・52分：频道ID
- 23・53分：天气预报
- 27・57分：文字新闻标题（Top News Stories、早间时段为Upcoming News）

《Wake-Up News》
- 00・15・30・45分：片头、头条新闻、详尽新闻报道
- 08・23・38・53分：纽约股市行情
- 10・25・40・55分：天气预报
- 13・28・43・58分：文字新闻标题（Top News Stories）

该频道有时也会现场直播包括亚冠联赛、日本B联赛在内的体育赛事。

## 主持人
- 榎本丽美（2013年6月-）
- 山田幸美（2015年2月-）
- 加田晶子（2016年4月-)
- 铃木理香子（2017年12月-）
- 川又智菜美（2020年10月-）
- 田中麻耶（2020年8月-）
- 寺田千寻（2020年8月-）
- トーマス・サリー（2020年8月-）

## 外部連結
- 日テレNEWS24 （页面存档备份，存于）
- 日テレNEWS的X（前Twitter）
- 日テレNEWS24公式ページ的Facebook專頁
- YouTube上的【公式】日テレNEWS頻道